# Digitale Sonnenuhr

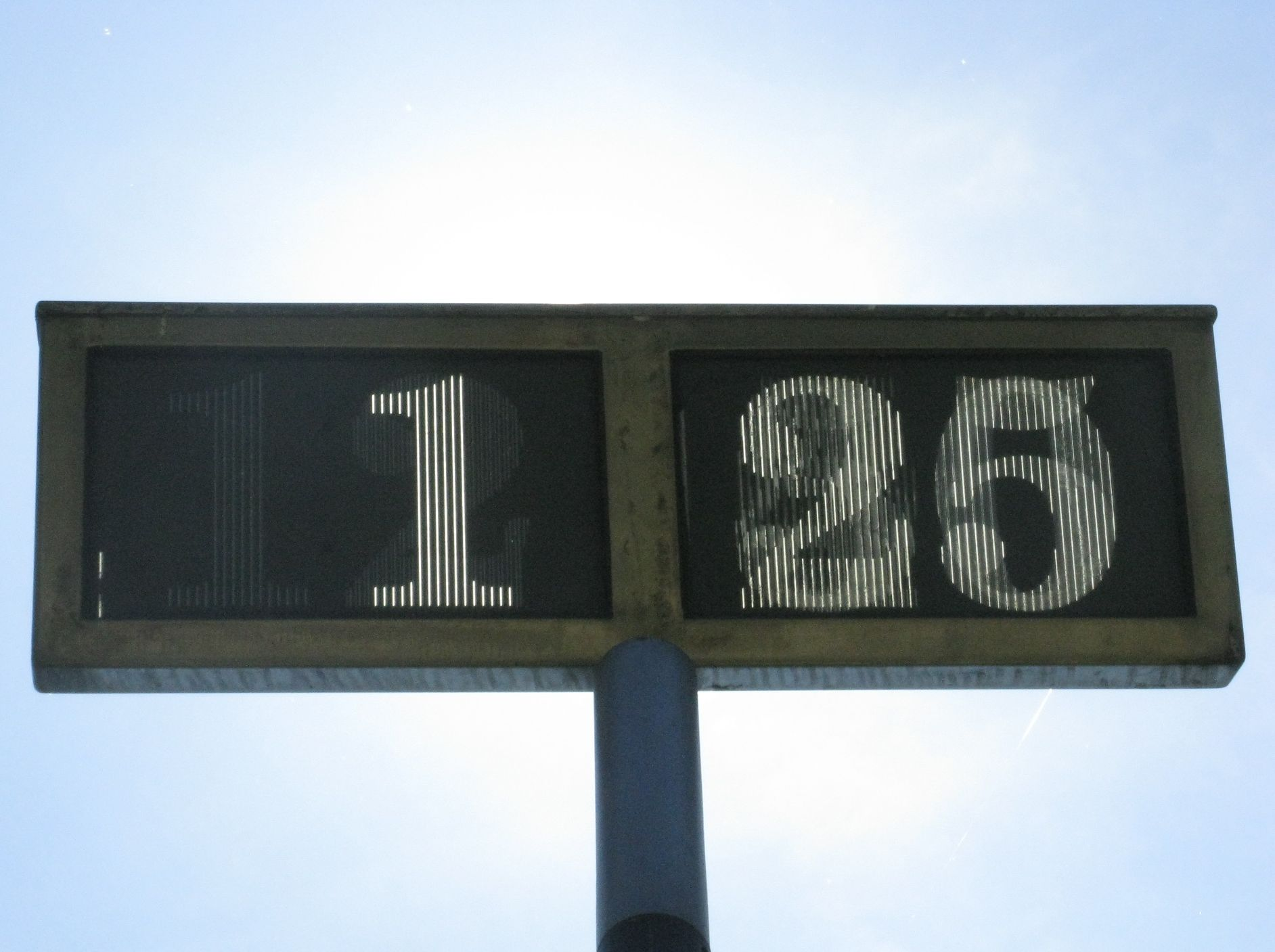
Digitale Sonnenuhr mit Ziffernanzeige

Als digitale Sonnenuhr werden einige verschiedene Bauarten einer Sonnenuhr bezeichnet.
- Eine Sonnenuhr mit Ziffernanzeige
- Eine Sonnenuhr mit einem über einen Skalenstrich projizierten Ziffernband
- Eine Sonnenuhr mit diskreten Abbildungseinrichtungen

## Sonnenuhr mit Ziffernanzeige
Die Anzeige der Tageszeit erfolgt zeitdiskret mittels Ziffern.
Die digitalisierte Anzeige geschieht rein optisch mit Sonnenlicht. Bei vergleichbaren mechanischen (zum Beispiel: Klappanzeige) oder elektronischen Anzeigeinstrumenten (zum Beispiel: Digitaluhr mit LED- oder LCD-Zeitanzeige) wird der Wechsel zwischen zwei Anzeigen durch Hilfsenergie unterstützt und ist sprungartig. Das ist im vorliegenden Falle nur weniger ausgeprägt möglich.

## Sonnenuhr mit projiziertem Ziffernband
Ein Band ist mit Ziffern versehen, zu einem Halbkreis gebogen und parallel zum Äquator angeordnet. Es wölbt sich über einem polar angeordneten Zifferblatt. Das Band ist an den Stellen der Ziffern lichtdurchlässig, oder es ist selbst lichtdurchlässig und enthält schattenwerfende Ziffern. Die Ziffern werden vom Sonnenlicht auf das Zifferblatt projiziert. Das Zifferblatt enthält nur einen Skalenstrich. Abgelesen wird diejenige Ziffer als Zeitangabe, die auf oder in die Nähe dieses Striches fällt. Eine solche Sonnenuhr entsteht durch Elementewechsel aus einer ringförmigen Äquatorialsonnenuhr: Skala mit Ziffern wird Bildwerfer, Polstab wird Skalenstrich.
Solche sogenannten digitalen Sonnenuhren sind häufig. Eine ausgeprägte digitale Anzeige findet bei ihnen nicht statt. Der Wechsel der Anzeige ist nicht sprungartig, im Gegenteil: Mit Interpolieren wird die Uhr stetig ablesbar.

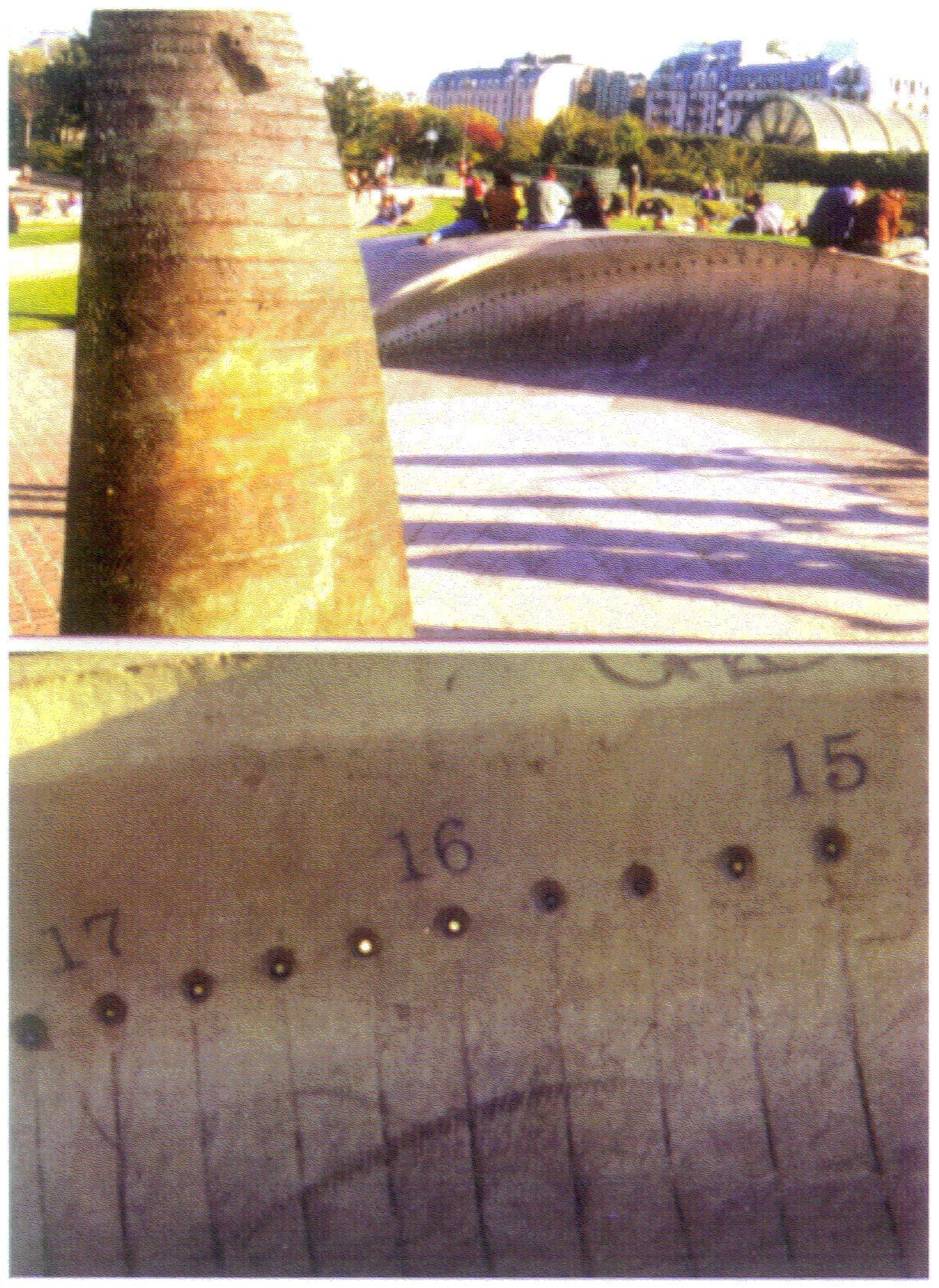
Jardin des Halles in Paris
Sonnenuhr mit diskreten Abbildungseinrichtungen: Sonnenlicht-Empfänger in drei Gruppen in einer Säule (oberes Bild: Vordergrund); Enden der Lichtleiter in einer schattigen Wand (oberes Bild: Hintergrund und unteres Bild)

## Sonnenuhr mit diskreten Abbildungseinrichtungen
Mit je einer Abbildungseinrichtung erhält man je ein zeitdiskretes Anzeigesignal. In jeder Anzeigeeinrichtung wird Sonnenlicht nur in einem zugeordneten kurzen Zeitintervall empfangen und als Lichtfleck angezeigt. Der Anzeigewechsel ist nicht sprungartig. In der Regel wird der folgende Fleck schon langsam hell, während der vorherige erst langsam erlischt. Wegen der Vielzahl der Abbildungseinrichtungen ist eine solche Sonnenuhr aufwändiger als die meisten anderen Sonnenuhrtypen.

## Bilder digitaler Sonnenuhren

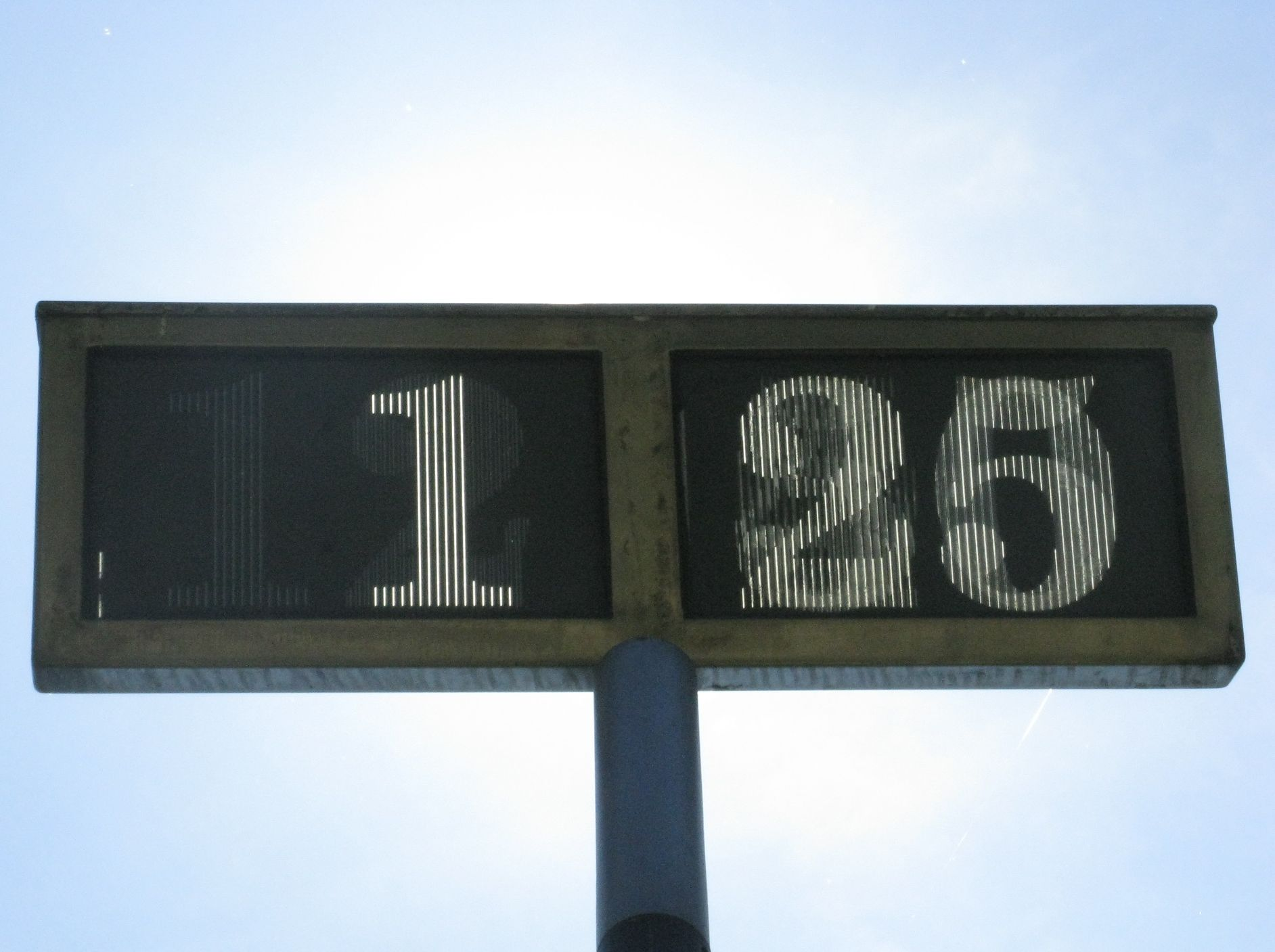
Digitale Sonnenuhr mit Ziffernanzeige
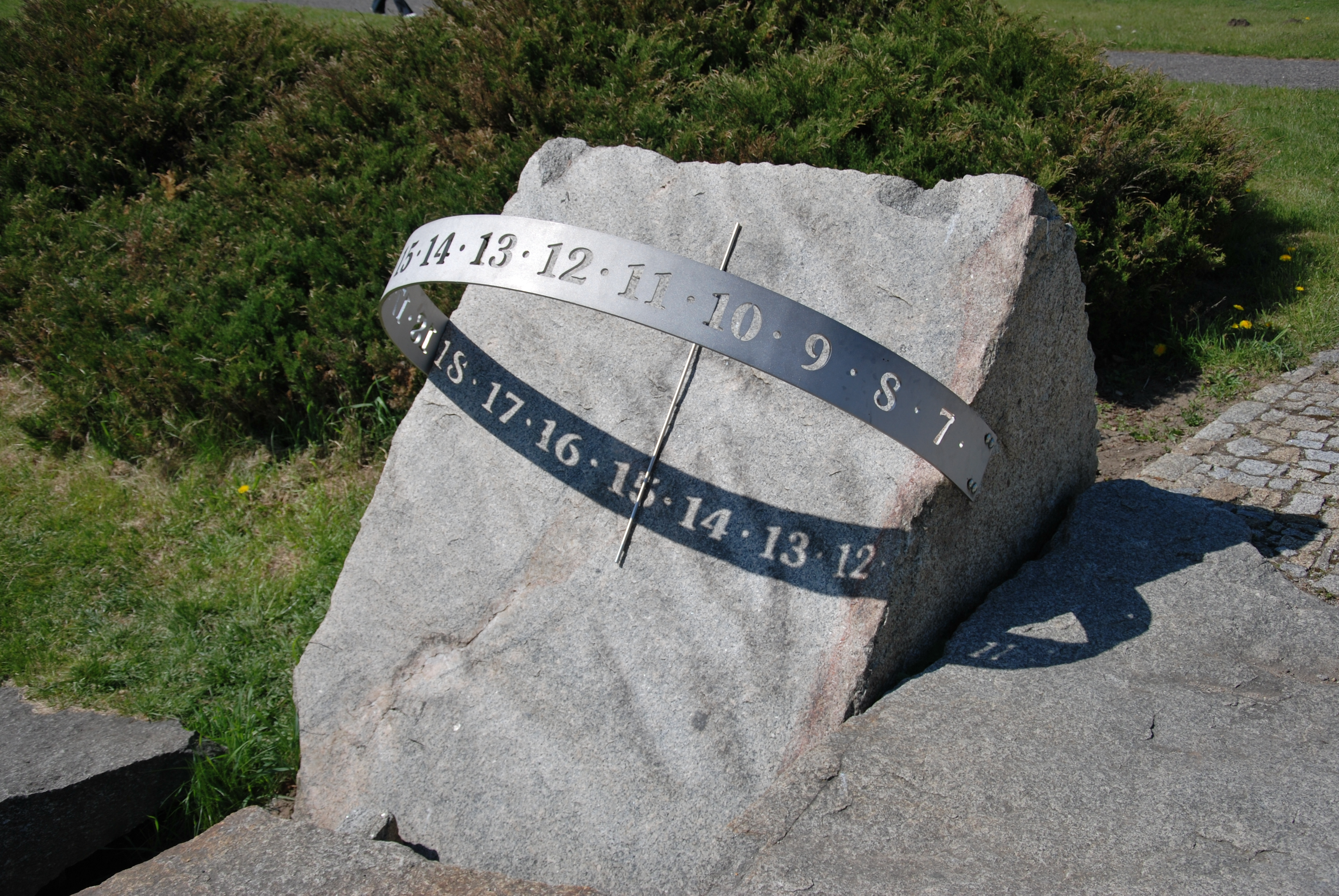
Digitale Sonnenuhr mit projizierendem Ziffernband
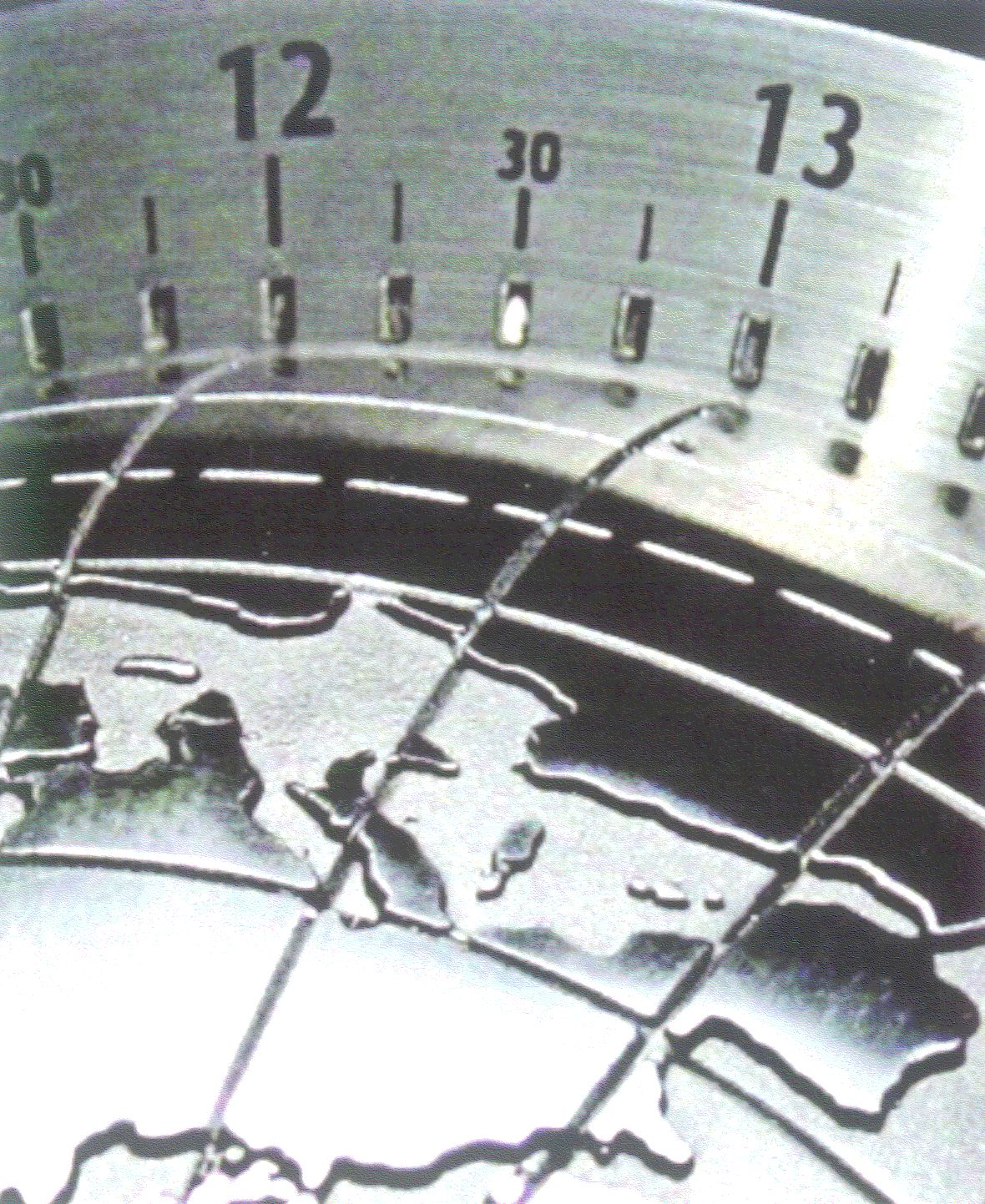
Sonnenuhr mit diskreten Abbildungseinrichtungen